# Лагањ
Лагањ (рус. Лагань) град је у Русији у Калмикији. Према попису становништва из 2010. у граду је живело 14323 становника.

## Становништво
| 1939. | 1959.  | 1970.  | 1979.  | 1989.  | 2002.  | 2010.  |
| ----- | ------ | ------ | ------ | ------ | ------ | ------ |
| 8.598 | 10.826 | 13.922 | 14.456 | 15.824 | 14.345 | 14.323 |